# Krohův rodinný dům
Vlastní rodinný dům architekta Jiřího Krohy byl postaven v letech 1928–1930 ve funkcionalistickém stylu. Budova se nachází v brněnském katastrálním území Stránice č. p. 110 (Masarykova čtvrť), ulice Sedlákova č. o. 45.

## Historie a popis
V roce 1926 byl Jiří Kroha jmenován mimořádným profesorem na České vysoké škole technické v Brně, kde začal přednášet. Roku 1928 se do Brna definitivně přestěhoval a vypracoval projekt vlastního rodinného domu, který se po vile v rámci kolonie Nový dům stal jeho druhou brněnskou realizací (nepočítaje provizorní objekty pro Výstavu soudobé kultury v Československu). Krohův rodinný dům vznikl v Masarykově čtvrti téměř na konci Sedlákovy ulice poblíž Wilsonova lesa. Dům se nalézá na severovýchodním svahu Žlutého kopce a je posledním v řadové zástavbě ulice. Samotná stavba budovy proběhla v letech 1928–1930.
Spodní podlaží je technologické, nachází se zde garáž a hospodářské zázemí domu. Vchod do budovy byl řešen skrz nezastavěnou část spodního podlaží do dvorku, odkud je přístupné schodiště vedoucí dovnitř do domu, do zvýšeného přízemí. Za stavbou se nachází kromě dvorku částečně krytá terasa a terasovitá zahrada ve svahu Žlutého kopce. Vstupní schodiště vede do rozlehlé vstupní haly, která zabírá celou hloubku budovy. Uprostřed dispozice je umístěna kuchyně (v přední části domu), schodiště do horního patra (uprostřed) a záchod (vzadu). V pravé straně budovy (při pohledu z ulice) je umístěn jídelní kout spojený s obývacím pokojem, jenž je osvětlen velkými jednoduchými, dvojitě zasklenými okny v zahradním rizalitu. Místnosti v horním patře domu slouží jako ložnice s přístupem na malou tělocvičnou terasu. Na střeše budovy se nachází rozlehlá střešní terasa. Domovní průčelí do ulice je doplněno rizalitem.
Dům má železobetonovou konstrukci s cihelnou výplní. Obvodové zdi jsou izolovány heraklitovými deskami, stejně jako střešní terasa a příčky. Sám Jiří Kroha se podílel na části interiérového zařízení včetně soch a obrazů, neboť se sám věnoval i malířství a sochařství.
Krohův rodinný dům se po svém dokončení stal místem setkávání avantgardních umělců, známá je fotografie Vítězslava Nezvala, Karla Teigeho a Romana Jakobsona v zahradním bazénu.
Dům zůstal v majetku Krohovy rodiny, přičemž některé provedené úpravy navrhl sám architekt. Jednalo se zejména o zástavbu vstupní části spodního podlaží a předělení některých prostor v domě.
Dne 3. května 1958 byl dům zapsán na seznam kulturních památek.